# Vaideeni
Vaideeni é uma comuna romena localizada no distrito de Vâlcea, na região de Oltênia. A comuna possui uma área de  km² e sua população era de 4185 habitantes segundo o censo de 2007.